# Мендонса, Жасира
Жасира Франсишку Мендонса (порт. Jacira Francisco Mendonca; род. 7 января 1986, Бисау) — бисау-гвинейская борчиха вольного стиля. Участница летних Олимпийских игр 2012 года, двукратная чемпионка Африки 2011 и 2012 годов, серебряный призёр чемпионата Африки 2010 года, двукратный бронзовый призёр чемпионата Африки 2009 и 2014 годов, бронзовый призёр Всеафриканских игр 2007 года.

## Биография
Жасира Мендонса родилась 7 января 1986 года в гвинейско-бисауском городе Бисау.
Выступала в соревнованиях по вольной борьбе за сенегальский центр Международной федерации спортивной борьбы в Тиесе. Тренировалась под началом Виктора Кодеи и Николая Минчева.
В 2007 году завоевала бронзовую медаль Всеафриканских игр в Алжире в весовой категории до 55 кг.
Пять участвовала в чемпионатах мира. В 2007 году в Баку заняла 30-е место в весе до 55 кг, в 2009 году в Хернинге — 16-е в весе до 55 кг, в 2010 году в Москве — 17-е место в весе до 59 кг, в 2011 году в Стамбуле — 35-е место в весе до 63 кг, в 2014 году в Ташкенте — 15-е место в весе до 63 кг.
Пять раз выигрывала медали чемпионата Африки: золотые в 2011 году в Дакаре в весе до 59 кг и в 2012 году в Марракеше в весе до 63 кг, серебряную в 2010 году в Каире в весе до 59 кг, бронзовые в 2009 году в Касабланке в весе до 55 кг и в 2014 году в Тунисе в весе до 63 кг.
В 2012 году вошла в состав сборной Гвинеи-Бисау на летних Олимпийских играх в Лондоне. В весовой категории до 63 кг проиграла в 1/16 финала Марианне Шаштин из Венгрии.